# Браса
Бра́са (латыш. Brasa) — микрорайон Риги в составе Видземского предместья. Граничит с Саркандаугавой, Чиекуркалнсом, Скансте, Тейкой, Гризинькалнсом, Межапарком и центром города.

## Здания
На Брасе находятся две больницы, одна — Рижский военный госпиталь, который был открыт в 1754 году. В начале XIX века он стал одним из крупнейших госпиталей Российской империи. Вторая — Рижский родильный дом, крупнейший родильный дом Латвии. Также в Брасе до 1 апреля 2019 года была тюрьма. В ней отбывали наказание осуждённые за совершение тяжких или особо тяжких преступлений.

## Транспорт
Трамвай
- 11: Привокзальная площадь — Межапарк

Автобус
- 9: Ул. Абренес — Межапарк
- 48: Саркандаугава — Плявниекское кладбище

Троллейбус
- 3: Центральный рынок — Саркандаугава
- 5: Клиническая больница им. П. Страдыня — Стадион «Даугава»
- 25: Ул. Бривибас — Ильгюциемс

Железная дорога
- Станция Браса на железнодорожной линии Земитаны — Скулте